# Lillsjön, Bromma
Ej att förväxla med Lillsjön (Kungsängens socken, Uppland) i Upplands-Bro kommun i Uppland 
Lillsjön är en insjö i stadsdelarna Riksby, Ulvsunda Industriområde och Ulvsunda i Västerort inom Stockholms kommun. Sjön är nästan rund och ungefär 400 meter bred och 400 meter lång. Sjön har sitt utlopp till Ulvsundasjön. Området vid sydvästra sidan om sjön kallas Lillsjönäs. Här finns sedan 1917 Lillsjönäs koloniområde.

## Historik
Lillsjön är liksom sjön Judarn resten av ett sund, Linta-sundet, som förband Ulvsundasjön via dagens Brommaplan och Åkeshov med Mälaren ungefär vid dagens Ängbybadet. Under äldre järnåldern sträckte sig ett sund förbi Brommaplan och ner mot nuvarande Djupdalsvägen. Fortfarande under tidig vikingatid kunde man båtledes ta sig igenom detta sund.
Under järnåldern var Lillsjön betydligt större än idag. Runt Lillsjön låg Riksby gård, Nora gård, Linta by och Ulvsunda gård (Ulsundi eller Ulsunti). På en runsten från 1000-talet, som man fann väster om Lillsjön nära Norrby båtsmanstorp, stod att bonden Björn bodde i Ulvsunda (Ulsundi). Inristningen i stenen lyder i översättning: "Sinar och Torkil och Vifastr lät resa sten efter Björn, fader sin, bonde god, byggde Ulvsundi." Idag är runstenen försvunnen. Men Ulvsunda är således det äldsta kända gårdsnamnet i Bromma. Den Sinar, som varit med och rest stenen, fick själv en minnesristning i Riksby. Stenen som en gång stod vid Riksby båtsmanstorp förvaras på Stockholms stadsmuseum. Mellan Lillsjön och Riksbyvägen ligger Norrby båtsmanstorp eller Riksby båtsmanstorp, söder om Kvarnbacksvägen. Torpstugan är en bevarad knuttimrad stuga vid Riksbyvägen norrut i stadsdelen Riksby. Stugan byggdes i slutet av 1700-talet. I stugan bodde en av Brommas fem båtsmän, som fanns i Bromma socken. Riksby båtsmanstorp är det enda som bevarats i Bromma av de fem båtsmansrotarna i hela Bromma.

## Runt Lillsjön och sjösystemet över Brommaplan
I sluttningen mot Lillsjön vid Ulvsunda kvarn låg Linta forntida by. Ägorna kom under 1600-talts senare hälft under Ulvsunda. Då "avhystes" byn och raserades. Linta gravfält ligger vid byn Linta och det är Brommas största gravfält, det tillhörde byn Linta och existerade i 1100 år från 500-talet till 1600-talet. Gravfältet är från järnåldern och det har troligen närmare 100 gravar. De flesta gravarna är runda stensättningar, men det finns även fyrkantiga stensättningar och ett antal högar. Enstaka gravar är från vendeltid (550-800 e.Kr.), men merparten är anlagda under vikingatid (800-1050 e.Kr.). Området har också flera husgrunder och en brunn.  År 1912 drog en storm över Bromma och vräkte omkull gamla Ulvsunda kvarn, som var från slutet av 1600-talet. När Bromma flygfält skulle byggas 1939 stod Bällsta kvarn i vägen i flygfältets västra kant. Bällsta kvarn gavs då en ny placering 100 meter söder om Ulvsundas gamla kvarnplats, vilken plats man tydligt kan se högre upp på berget. Bällsta kvarn ligger sedan 1939 på Ulvsundas kvarnberg. Kvarnen står vid foten av Kvarnberget intill Ulvsundavägen. Kvarnstugan, där mjölnaren bodde, antas vara från 1700-talets början. Inte långt från Lillsjön finns en bildristning vid Riksby utmed Kvarnbacksvägen mitt emot Hemslöjdsvägen på en klippa nära Riksby gamla gravfält. Vidare finns runristningarna i Riksby vid Drottningholmsvägen. Runristningarna vid ligger på berghällen vid Drottningholmsvägens norra sida i Riksby ligger på vänster hand mot staden sett, strax före Riksbyvägen. Där finns det två runristningar på en sluttande fast berghäll på krön. Före 1700-talet låg gården Nora alldeles intill. Namnet Nora kommer av ordet "norr" som betyder det smala sundet mellan gårdarna Nora och Riksby som fanns när sjösystemet sträckte sig från Lillsjön över Brommaplan i riktning mot Judarn.

## Byggnader
Runt Lillsjön finns bland annat Ulvsunda slott från 1640-talet i öst, Mejerivillan från 1905, ligger längs kanalen, även den i öst, Ulvsunda kvarn från 1855 i norr, koloniområdet Lillsjönäs i väst och Villa Stenhyddan i syd. Villan tillhörde en gång skulptören Gösta Carell, som ritade huset i nära samarbete med skulptören Carl Milles. I början på 1900-talet fanns det även en tvättinrättning vid Lillsjön, den låg vid den sydöstra stranden, på den tiden var vattnet renare än idag. Vid Lillsjön låg tidigare även en liten festplats med utomhusdansbana. Den kallades i folkmun "Gylfen".

## Rekreation
Runt Lillsjön leder en promenadstig som mäter ca: 1,5 km och området närmast Lillsjön består av ett ca 150 m brett bälte av skog, äng, parkmark och kolonilotter. Sjön har ett rikt fågelliv med bland annat sothöna och skäggdopping och på vårarna sjunger näktergalen. Bland växterna kan nämnas gul svärdslilja, blomvass, topplösa och vallört.

### Bilder Lillsjön

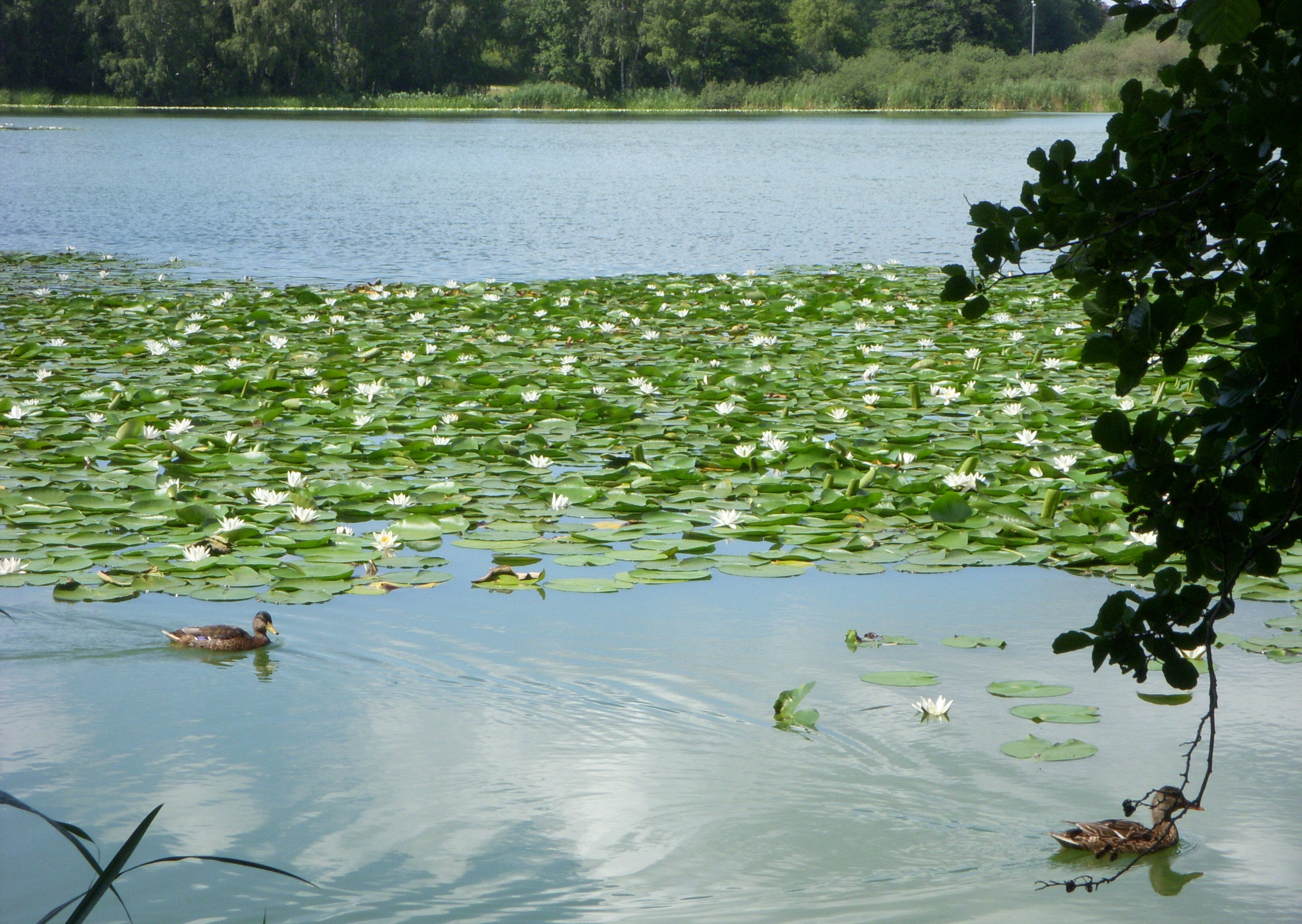
Lillsjön mot väst
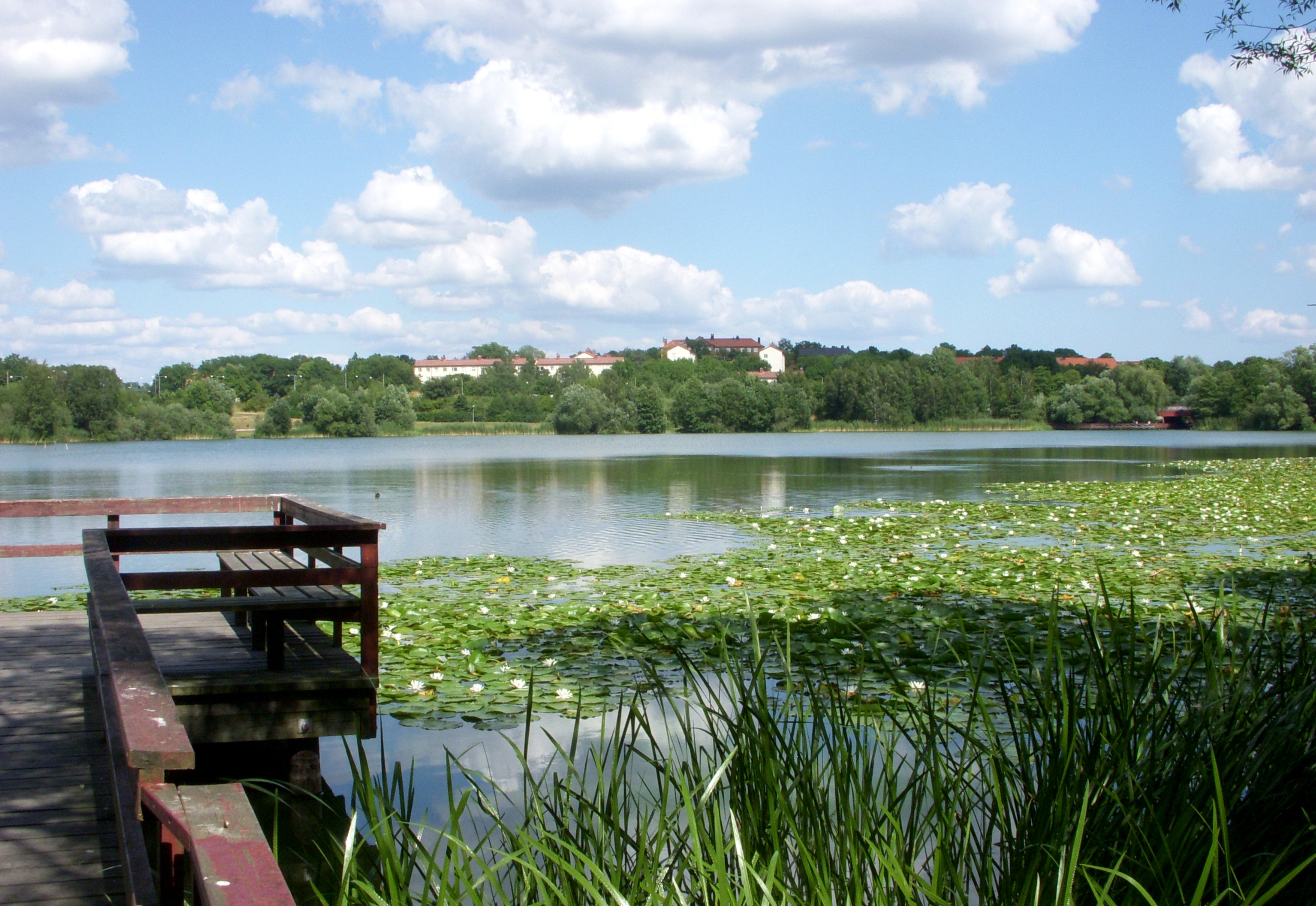
Lillsjön mot norr
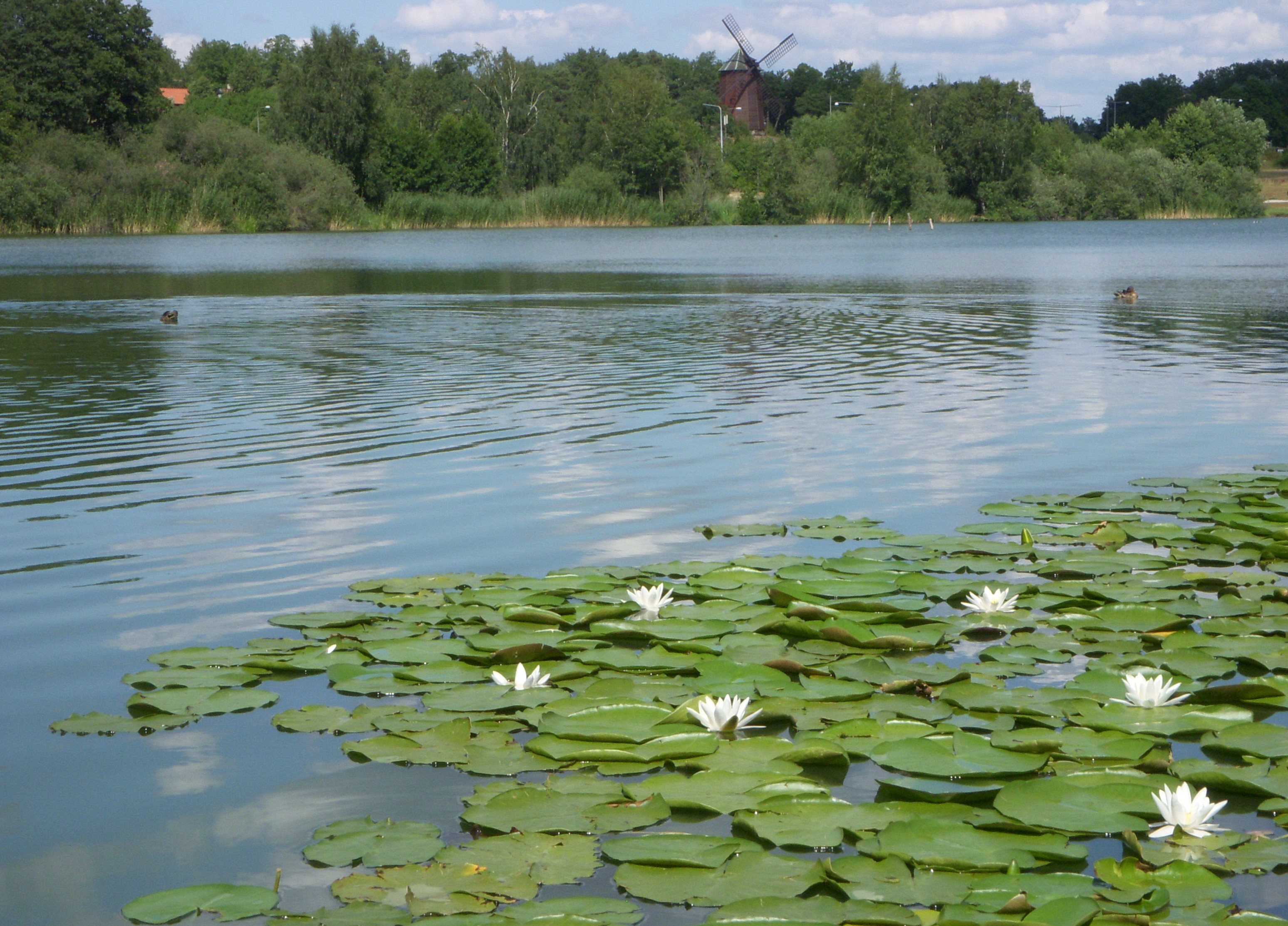
Lillsjön med Ulvsunda kvarn
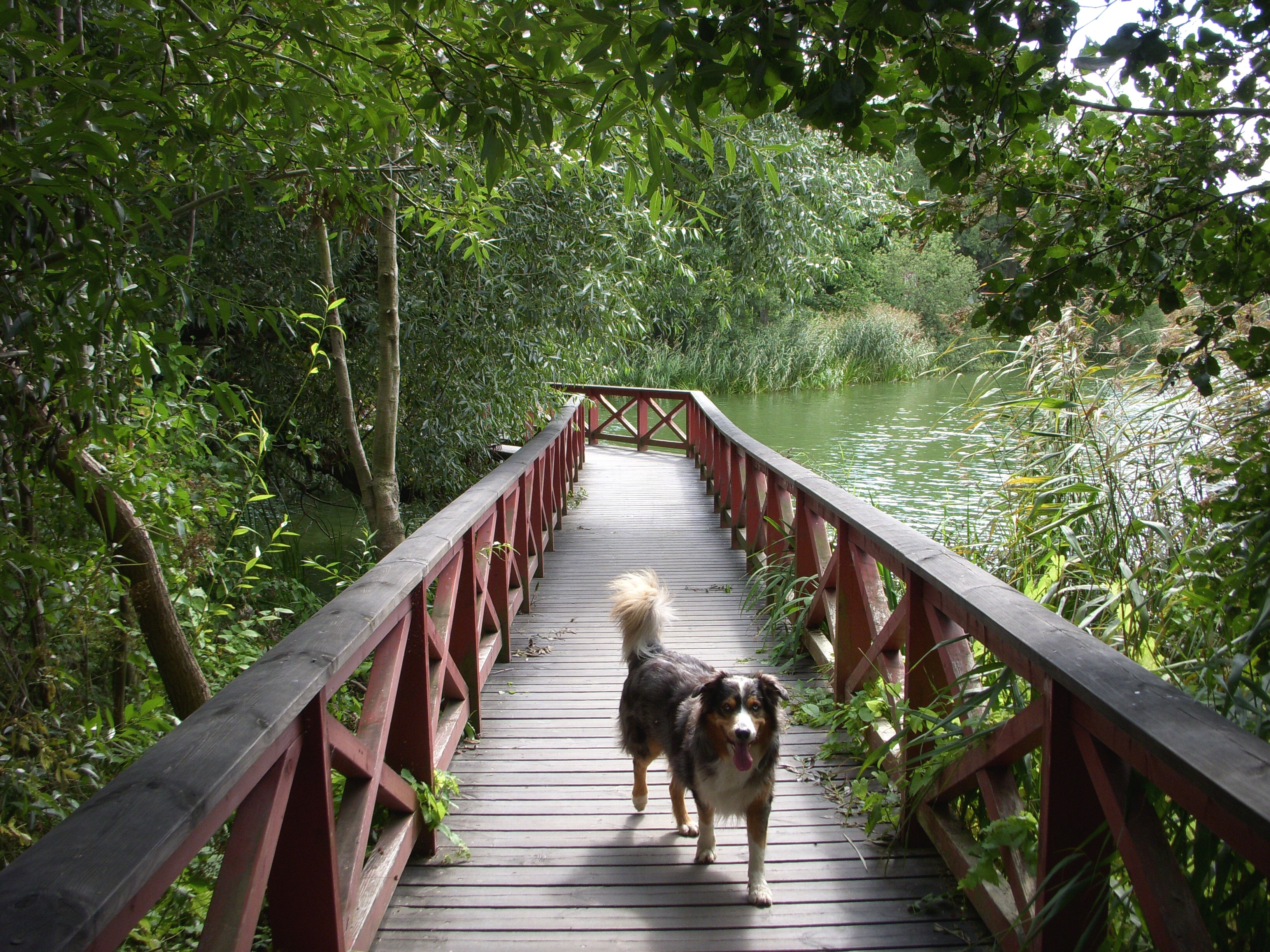
Vid utloppet till Ulvsundasjön

## Gravfältet vid Lillsjön, Linta gravfält
På en höjd ovanför promenadvägen runt Lillsjön finns ett gravfält beläget. Gravfältet, Linta gravfält, är från yngre järnålder, ca 400-1050 e Kr, och består av 15 registrerade gravar. Av de 15 är 1 en hög och 14 är runda stensättningar. Ytterligare två gravar finns strax söder om gravfältet, varav en hög och en rund stensättning. I början av 1900-talet verkar ett flertal gravar ha försvunnit i och med den lokala villabebyggelsen.
Gravarna är så kallade brandgravar. Det innebär att de döda bränts på bål innan de begravdes. Gravfältet och de två gravarna kan tidigare ha utgjort ett enhetligt gravfält som tillhört den järnåldersgård som sannolikt var placerade där Ulvsunda slott nu ligger. I området runt Lillsjön låg förutom Ulvsunda även gårdarna Linta, Riksby och Nora under yngre järnålder.

## Delavrinningsområde
Lillsjön ingår i delavrinningsområde (658244-162242) som SMHI kallar för Rinner till Mälaren-Ulvsundasjön. Medelhöjden är 13 meter över havet och ytan är 7,83 kvadratkilometer. Det finns inga avrinningsområden uppströms utan avrinningsområdet är högsta punkten. Bällstaån som avvattnar avrinningsområdet har biflödesordning 2, vilket innebär att vattnet flödar genom totalt 2 vattendrag innan det når havet efter 5,8 kilometer. Avrinningsområdet har 0,07 kvadratkilometer vattenytor vilket ger det en sjöprocent på 0,9 procent. Bebyggelsen i området täcker en yta av 7,76 kvadratkilometer eller 99 procent av avrinningsområdet.

## Fisk
Vid provfiske har följande fisk fångats i sjön:
- Abborre
- Björkna
- Braxen
- Gärs
- Gädda
- Gös
- Löja
- Mört
- Nors
- Ruda
- Sarv